# Dubrovnik óvárosa
Dubrovnik óvárosa, vagy hivatalos megnevezéssel Dubrovnik városának történelmi központja a horvátországi Dubrovnik városának 1979 óta UNESCO világörökségi védelmet élvező kulturális helyszíne.

## Története
Lásd még: Dubrovnik története

## A Belváros

### A Főbb intézmények

#### A polgárváros építészete
- A hercegi udvar / Knežev dvor valamikor a Raguzai Köztársaság központja, ma múzeum.
- A  Sponza-palota/ Palača Divona tj. Sponza  (ul. Polača 9-11), amely gótikus-reneszánsz stílusban épült. Itt korábban bank és pénzverde volt.
- Skočibuha-palota/ Palača Skočibuha (Restićeva 1),
- Stay-palota/ Palača Stay (Između Polača utca 9–11.)– 1991-ben megsérült
- Isusović-Braichi-palota/ Palača Isusović-Braichi (Prijeko 24) ,
- Ranjina-palota / Palača Ranjina (braće Andrijića utca 10.)– gótikus-reneszánsz palota a 15. századból.
- Sorgo-palota / Palača Sorkočević (Držićeva poljana 3.)– 17. század végén építették.
- Pozza-palota / Palača Pucić (Od puča 1)– Barokk palota a 17. századból, ma luxushotel.
- Trifoni-Giorgi-palota/ Palača Trifoni-Đorđić (Od puča 17, Široka 5)
- Városi harangtorony vagy óratorony / Gradski zvonik– először 1444-ben építették. A ma is látható tornyot 1929-ben emelték. Harangja eredeti, 2 tonnás.
- Magtár és arzenál / žitnicom i arsenalom
- Kase hullámtörő / Valobran Kaše a régi kikötőnél